# Crângeni, Galați
Crângeni este un sat în comuna Nămoloasa din județul Galați, Muntenia, România.
Satul s-a numit inițial Mărăcini de la Crâng și a aparținut până în 1950 de județul Râmnicu Sărat. Ulterior, în perioada comunistă, a făcut parte din raionul Măicănești până în 1956, când a fost arondat la raionul Galați. Din 1968 face parte din comuna Nămoloasa, din județul Galați. Deși satul se numește oficial Crângeni, localnicii îi spun Târlungeni, „după numele unui sat de lângă Brașov din care au venit ciobanii care au întemeiat așezarea”. 
Populația a scăzut după ce regimul comunist a decis mutarea locuitorilor în alte sate pentru a face loc unei ferme, astfel, în 2005 mai avea 200 de locuitori. Acest număr a tot scăzut cu timpul, iar în anul 2020 mai era locuit de doar două persoane.